# Smolník
Smolník (em alemão: Schmöllnitz; em húngaro: Szomolnok; ) é um município da Eslováquia, situado no distrito de Gelnica, na região de Košice. Tem 68,97 km² de área e sua população em 2018 foi estimada em 1.018 habitantes.

## Demografia
| Ano:        | 1994 | 2004   | 2014    | 2024    |
| ----------- | ---- | ------ | ------- | ------- |
| Broj ljudi: | 1264 | 1278   | 1064    | 944     |
| Razlika:    |      | +1,10% | -16,74% | -11,27% |

| Ano:               | 2023 | 2024   |
| ------------------ | ---- | ------ |
| Número de pessoas: | 954  | 944    |
| Diferença:         |      | -1,04% |